# Kostel svaté Markéty (Prosetín)
Kostel svaté Markéty v Prosetíně je římskokatolický kostel zasvěcený sv. Markétě. Je farním kostelem farnosti Prosetín u Bystřice nad Pernštejnem. Je chráněn jako kulturní památka.

## Historie
Současný barokní kostel nahradil starší dřevěný, jehož demolice proběhla roku 1738. V letech 1853 a 1882 prošel chrám opravami.

## Exteriér
Kostel stojí na vyvýšeném místě v obci uprostřed místního hřbitova. Ten je spolu s kostelem, samostatně stojící zvonicí, márnicí a ohradní zdí památkově chráněn. Ve zvonici na okraji hřbitova jsou zavěšeny tři zvony, kdy jeden pochází z roku 1533. Kostel zde v obci není jediný, neboť se zde nachází i evangelický kostel z roku 1782, který je taktéž obklopen hřbitovem.

## Galerie

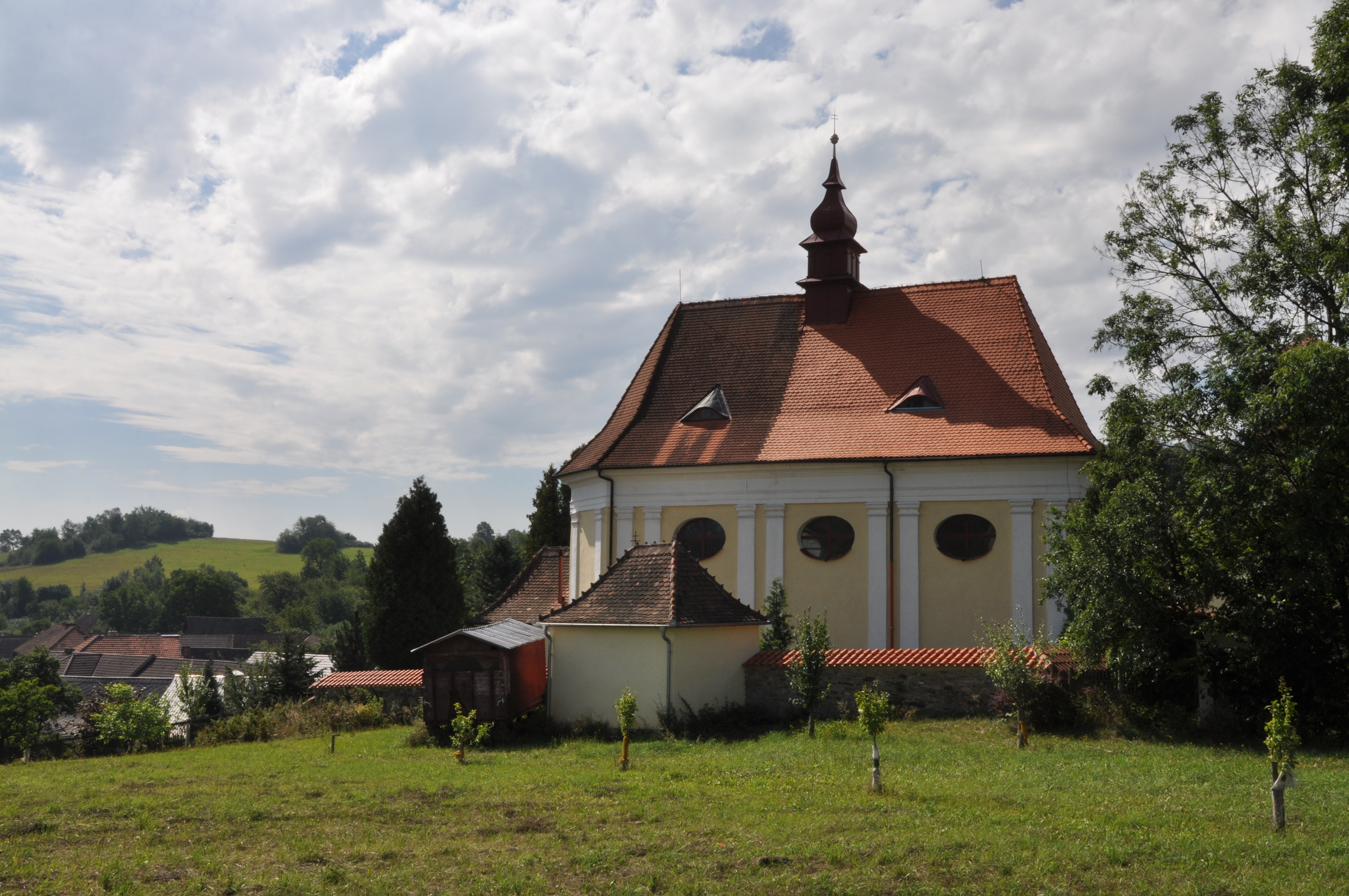
Pohled na kostel
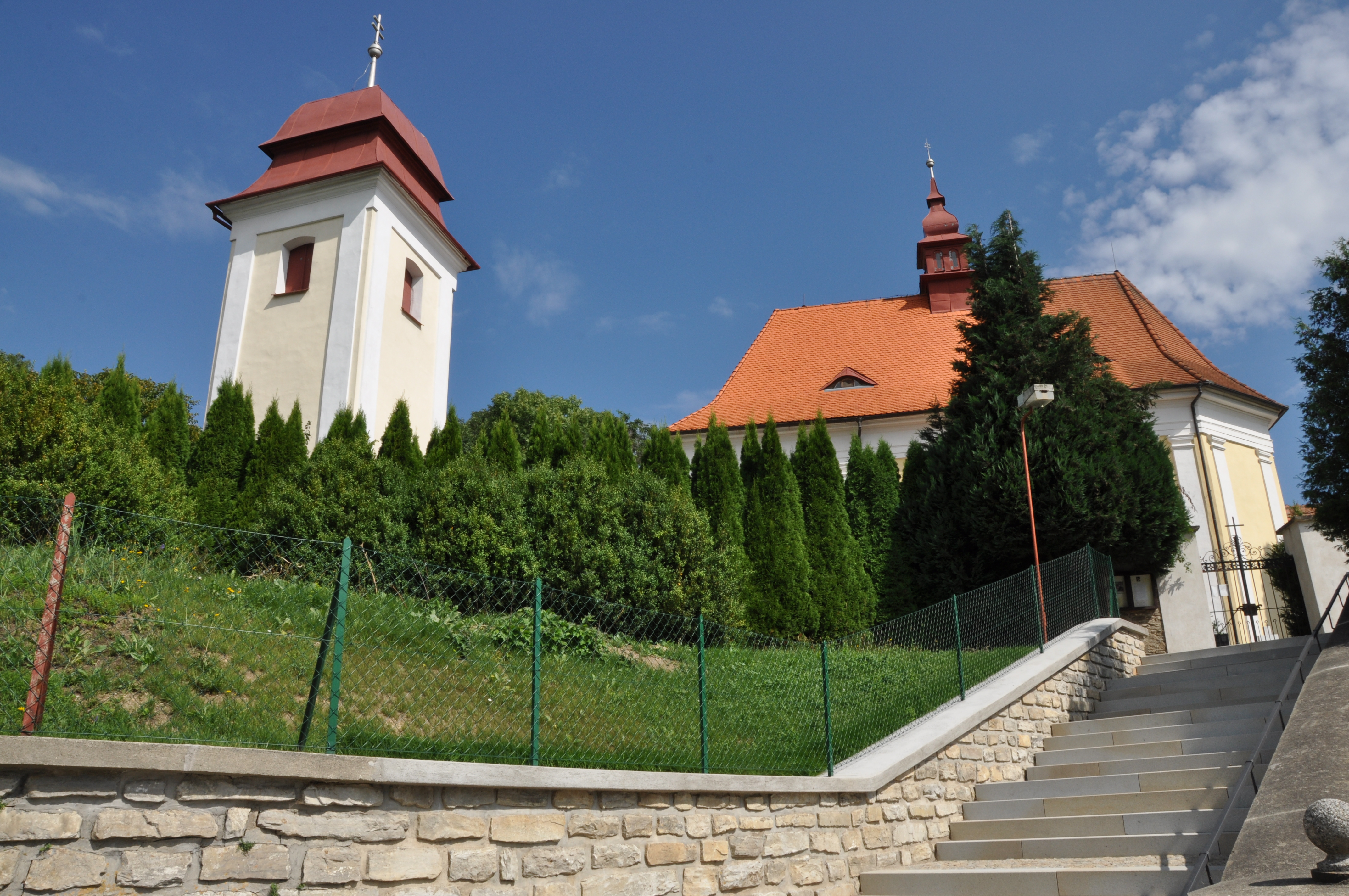
Pohled na kostel se zvonicí